# Doña Santos
Doña Santos es un pueblo perteneciente al municipio de Arauzo de Miel, situado al sureste de la provincia de Burgos, y que pertenece a la comunidad autónoma de Castilla y León, España.

## Situación
Está situado a 79 km de la capital: Burgos. En el alto Medioevo perteneció al alfoz de  Tabladillo.

## Toponimia
Doña Santos significa  Señores Santos. Recibe su nombre de dos patrones de su curiosa iglesia de salón o columnaria, San Cosme y San Damián, los cuales ya no son tales, dejando paso a San Juan Bautista y a la Virgen del Rosario.

## Demografía
La localidad de Doña Santos en 2018 tenía una población de 47 habitantes, de los cuales 23 eran hombres y 24 mujeres.
Evolución de la población
| Gráfica de evolución demográfica de Doña Santos entre 2000 y 2017  |
|                                                                    |
| Población de derecho (2000-2017) según el padrón municipal del INE |

## Historia
Como lugar con 16 vecinos aparece en la descripción histórica del Obispado de Osma que hizo Juan Loperráez Corvalán en 1788, como parte del arciprestazgo de Coruña.
En el partido de Salas de los Infantes,  con Alcalde Ordinario.

## Fiestas
A pesar de ser una pequeña aldea, tiene tres fiestas repartidas por todo el año. En primer lugar, San Juan, que siempre se hace en sábado. Después tenemos las fiestas de octubre, en honor de la Virgen del Rosario, y que además son dos días, y finalmente, el primer fin de semana de agosto, viernes y sábado, conocidas como fiestas del veraneante y únicas que se celebran en pleno verano.
Merece una mención especial la fiesta del Mayo. Coincidiendo con el día de los trabajadores, más o menos, se va al monte donde se corta un árbol que será el "mayo" y una vara, que se  expondrá en la plaza mayor todo el mes de mayo, además se corta leña que después de una buena comida entre todos los del pueblo se subastará, con intención de sacar dinero y poder mantener la tradición, además de calentar la vivienda en el siguiente invierno. Es probablemente la tradición popular más arraigada e interesante del pueblo donde la siguen tanto los habitantes mayores como los más pequeños. 
La pingada del Mayo de 2023 hizo aún más tradicional, ya que se ha realizado de la manera que antiguamente se hacía, siendo arrastrado el pino desde el monte y hasta el pueblo por una vaca y un buey de la raza serrana negra. 

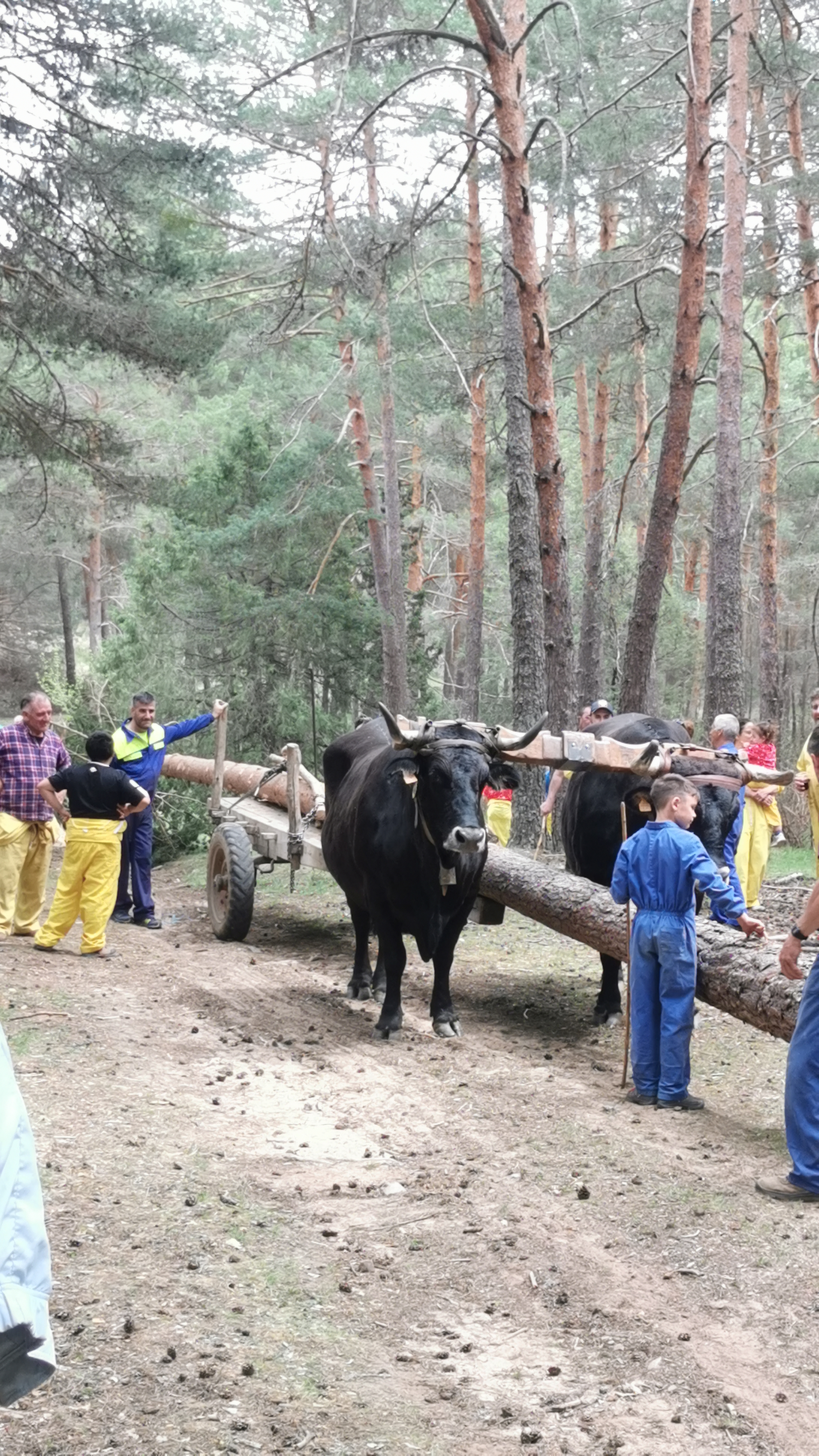

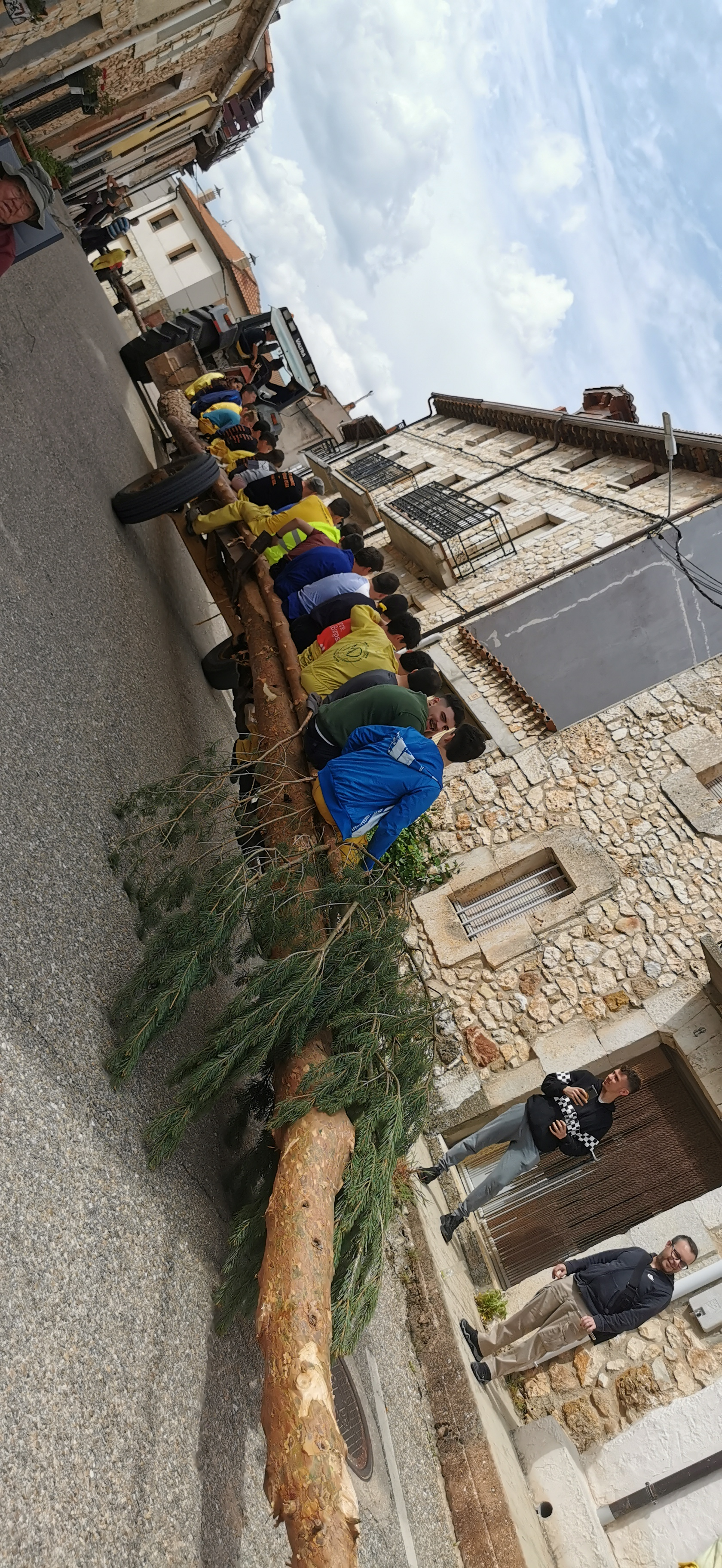

La noche del 28 de febrero o del 29 de febrero, el pueblo canta las marzas.

## Río
Por esta aldea pasa el río Aranzuelo. En la parte sur de la localidad tiene un abrevadero-pilón de la fuente y un pequeño lavadero.